# Cabinet Müller I
Pour les articles homonymes, voir Cabinet Müller.
République de Weimar
Bauer Fehrenbach
Le premier gouvernement Müller ou Cabinet Müller I, dirigé par le chancelier allemand Hermann Müller, est le deuxième gouvernement en fonction en Allemagne, après l'entrée en vigueur de la Constitution de Weimar en août 1919 ; il est formé après la démission du cabinet Bauer, et est en fonction du 27 mars 1920 au 21 juin 1920. Il s'appuie comme ce dernier sur les trois mêmes partis de centre-gauche : le SPD, le Parti du centre et le Parti démocrate allemand.

## Composition
| Portefeuille                                                               | Titulaire | Titulaire                             | Parti   |
| -------------------------------------------------------------------------- | --------- | ------------------------------------- | ------- |
| Chancelier du Reich Ministre des Affaires étrangères (jusqu'au 10/04/1920) |           | Hermann Müller                        | SPD     |
| Vice-chancelier Ministre de l'Intérieur                                    |           | Erich Koch-Weser                      | DDP     |
| Ministre des Affaires étrangères                                           |           | Adolf Köster (à partir du 10/04/1920) | SPD     |
| Ministre de la Justice                                                     |           | Andreas Blunck                        | DDP     |
| Ministre des Finances                                                      |           | Joseph Wirth                          | Zentrum |
| Ministre de l'Économie                                                     |           | Robert Schmidt                        | SPD     |
| Ministre de l'Alimentation et de l'Agriculture                             |           | Andreas Hermes                        | Zentrum |
| Ministre du Travail                                                        |           | Alexander Schlicke                    | SPD     |
| Ministre de la Défense                                                     |           | Otto Gessler                          | DDP     |
| Ministre des Transports                                                    |           | Johannes Bell (jusqu'au 01/05/1920)   | Zentrum |
| Ministre des Postes                                                        |           | Johannes Giesberts                    | Zentrum |
| Ministre du Trésor Ministre des Transports (à partir du 01/05/1920)        |           | Gustav Bauer                          | SPD     |
| Ministre sans portefeuille                                                 |           | Eduard David                          | SPD     |

## Annexe